# De Havenloods
De Havenloods is een Rotterdams nieuws- en advertentieblad dat wekelijks huis-aan-huis bezorgd wordt. De krant brengt vooral nieuws uit de regio Rotterdam. Artikelen worden ook op de eigen website gepubliceerd. Emile van de Velde is anno 2023 hoofdredacteur. Van de Velde werkt sinds eind jaren negentig als redacteur voor de krant.
De Havenloods werd in 1951 opgericht door de Rotterdamse gereformeerde evangelisatiepredikant Jos van Krimpen, vader van de latere directeur van de Kunsthal Wim van Krimpen. Bij de oprichting bezat de Havenloods een redactie, die "er voor zorgde dat huis aan huis een positieve berichtgeving en becommentariëring van het Rotterdamse gebeuren werd verspreid."
In 2021 werd de krant door DPG Media verkocht aan de Telstar Mediagroep te Pijnacker.